# Emil Stratmann
Emil Stratmann (* 8. Dezember 1881 in Münster; † 13. November 1974) war ein deutscher Maler, Grafiker und Illustrator. Er lernte technisches Zeichnen bei dem Architekten Aloys Kersting, danach besuchte er die Kunstgewerbeschule in Münster. Als Graphiker und Maler stellte er insbesondere mit den Techniken der Federzeichnung und des Holzschnitts Motive aus Münster dar. Parallel war er als Graphiker für das Verlagshaus Aschendorff tätig.
In der Zeit des Nationalsozialismus war Stratmann Mitglied der Reichskammer der bildenden Künste. Für diese Zeit ist seine Teilnahme an siebzehn Ausstellungen sicher belegt.
Sein Nachlass (70 Zeichnungen und 14 Holzschnitte mit münsterischen Motiven) befindet sich im Stadtarchiv Münster.